# John Bennett (Rennfahrer)

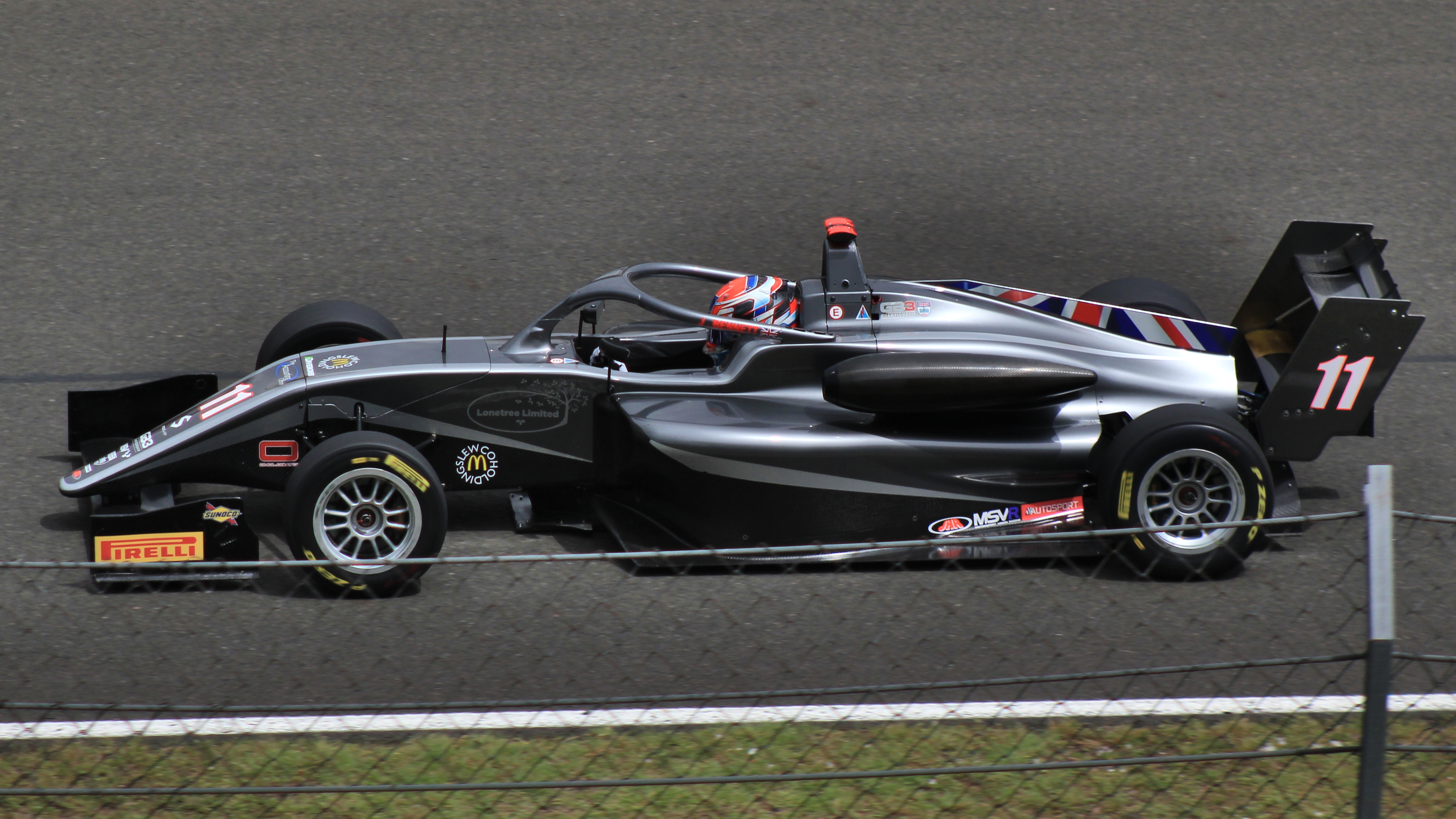
Bennett in Mogyoród, 2024

John Andrew Bennett (* 15. September 2003 in Salisbury, Vereinigtes Königreich) ist ein britischer Rennfahrer. Er fährt 2025 in der FIA-Formel-2-Meisterschaft für Van Amersfoort Racing.

## Persönliches
John Bennett wurde in Salisbury, einer Stadt in der englischen Grafschaft Wiltshire geboren. Sein Vater, Tony Bennett, war ebenfalls Rennfahrer.

## Karriere

### Anfang seiner Karriere
Bennett begann im Alter von sieben Jahren mit dem Kartfahren. Nach ein paar Jahren im Kart begann Bennett seine professionelle Rennfahrerkarriere 2020 in der Ginetta GT5 Challenge. In seinem Rookiejahr konnte sich Bennett drei Podien sichern. Auch im darauffolgenden Jahr fuhr Benett erneut in der Ginetta GT5 Challenge, wo er mit fünf Siegen und zehn Podien insgesamt Vizemeister wurde.
Nach seinen zwei Jahren in der Ginetta GT5 Challenge wechselte Bennett 2022 in den Monopostosport. Er debütierte in dem Jahr in der GB3-Meisterschaft, einer Art britischen Formel 3, für Elite Motorsport. Er wurde in seinem Rookiejahr Achter im Endklassement und konnte sich ein Podium beim Saisonfinale in Donington sichern.
Auch im kommenden Jahr verblieb Bennett in der GB3-Meisterschaft. Er wechselte jedoch nun zu Rodin Carlin. Sein zweites Jahr in der Serie beendete er auf Platz 10 im Endklassement, erneut mit einem Podium in Silverstone.
2024 wechselte Bennett erneut das Team, diesmal wechselte er zu JHR Developments. Dieser Wechsel zahlte sich aus, denn in dem Jahr war er zum ersten Mal wirklich konkurrenzfähig. Bennett kämpfte sogar um den Titel in der Serie mit, doch er wurde Vizemeister in der Serie. Er unterlag Louis Sharp mit 456 zu 478 Punkten. Bennett holte in dem Jahr drei Siege und zehn Podien.
Bennett gab außerdem sein Debüt in der Formula Regional Middle East Championship 2024 für Evans GP. Der junge Brite holte im letzten Rennen der Serie auf dem Dubai Autodrome einen Punkt und belegte den 23. Platz in der Meisterschaftswertung. Zudem gab Bennett für das finnische Team KIC Motorsport sein Debüt in der Formula Regional European Championship 2024 beim dritten Lauf in Zandvoort. Bei den jeweils zwei Rennen konnte Bennett jedoch keine Punkte holen und beendete die Saison auf dem 30. Platz.

### Formel 2

#### 2024
Am 26. November 2024 wurde bekanntgegeben, dass Bennett die letzten zwei Läufe der Formel-2-Saison 2024 in Lusail und Abu Dhabi für Van Amersfoort Racing bestreiten wird. Bennett ersetzte dabei den Brasilianer Enzo Fittipaldi, welcher einen Test für Arrow McLaren in der IndyCar-Series bestritt.
Bennett beendete die Saison im Endklassement auf dem 28. Platz mit vier Punkten, welche sich der Brite beim Hauptrennen in Lusail durch einen achten Platz holen konnte.

#### 2025
Am 20. Dezember gab Van Amersfoort Racing bekannt, dass Bennett auch 2025 für den niederländischen Rennstall in der Formel 2 an den Start gehen wird.